# Enchomyia shewelli
Enchomyia shewelli är en tvåvingeart som beskrevs av Cortes 1976. Enchomyia shewelli ingår i släktet Enchomyia och familjen parasitflugor. Inga underarter finns listade i Catalogue of Life.